# SEAT Ibiza III
El SEAT Ibiza III es un automóvil de turismo del segmento B producido por el fabricante de automóviles español SEAT, esta tercera generación fue producida desde 2002 hasta 2008.
La tercera generación del Ibiza (código 6L/6L1) fue comercializada desde febrero del 2002 hasta mediados del 2008. Creció en tamaño y opciones de equipamiento con respecto al modelo anterior y fue ligeramente rediseñado en 2006, siendo modificados los parachoques parecidos a los de la versión Cupra, y algunos detalles del interior. En esta tercera generación, el único derivado que se mantuvo fue el sedán (SEAT Córdoba de segunda generación), y solo en 4 puertas; esta sería la última vez que esta variante de carrocería acompañaría al Ibiza. El Ibiza III comparte la plataforma PQ24 con el Volkswagen Polo IV y con el Škoda Fabia I.
Fue diseñado por el italiano Walter de Silva, con la intención de tener una imagen más de deportivismo y desempeño. Sobre esta generación se crearon las versiones deportivas Cupra y FR, tanto en versiones TDI como gasolina, que en algunos mercados fueron los Ibiza más demandados a pesar de su mayor precio, pues además compensaban la falta de variantes hot hatch del Polo (el Polo GTI no fue lanzado sino hasta 2006). Entre 2002 y 2007, se habían vendido ya 1.084.989 unidades del SEAT Ibiza III.
Su producción inicialmente se llevó a cabo en la planta principal de SEAT en Martorell, sin embargo, en septiembre de 2002 se tomó la decisión por parte del Grupo Volkswagen, es decir, la empresa matriz de SEAT, de que parte de ésta (hasta 50,000 unidades anuales) sería transferida a la planta de Volkswagen en Bratislava.

## Acabados
Los acabados eran en un principio "Reference, Stella, Stylance y Sportrider" posteriormente se añadirían los acabados deportivos "FR y Cupra".
- Reference

Es el acabado de acceso a la gama. 
- Stella

Es el acabado medio de gama.
- Stylance

Es el acabado alto de gama.
- Sportrider

Es el acabado de inicio a la gama deportiva.
- FR

Es el acabado medio de la gama deportiva. Sus iniciales significan Formula Racing años después sería el acabado que sustituyó la denominación Sport en todo la gama SEAT. 
- Cupra

Es el acabado alto de la gama deportiva. Sus iniciales vienen de unir las palabras CUP-RAcing. 

### Ediciones especiales
| 2004 | Sportrider                                | Reference |  |  |  |
| |                                           |           |  |  |  |
| 2002 | Cool                                      |           |  |  |  |
| |                                           |           |  |  |  |
| 2002 | Formula Sport                             | Sport     |  |  |  |
| |                                           |           |  |  |  |
| 2004 | Fresh                                     |           |  |  |  |
| |                                           |           |  |  |  |
| 2008 | Rock&Roll                                 |           |  |  |  |
| equipaba la carrocereia de 5 puertas a esta se le añadió la versión Rock&Roll Sport que era la versión de 3 puertas. |                                           |           |  |  |  |
| 2006 | Tentación                                 |           |  |  |  |
| |                                           |           |  |  |  |
| 2006 | Comercial                                 |           |  |  |  |
| Es la versión comercial del Ibiza, configurada para 838 litros de capacidad. Tiene pared divisoria tras los asientos delanteros, superficie de carga plana, revestimiento tapizado y chapa en sustitución de los cristales laterales traseros. Su peso máximo autorizado es de 1.570 kg, y un máximo remolcable de 1.000 kg. Está equipado con el motor 1.4 TDI de 70 CV, con un consumo de 6 litros en ciudad, 4.2 litros en trayecto interurbano y 4.8 litros en ciclo mixto. Se beneficia de todas las novedades de la última versión, incorporando de serie el ABS + MSR, sistema dual de frenada, cinturones de seguridad pirotécnicos de tres puntos con limitador de carga, inmovilizador antirrobo, volante regulable en altura y profundidad, dirección asistida electrohidráulica y 4 altavoces con preinstalación de radio. |                                           |           |  |  |  |
| 2004 | Visión                                    |           |  |  |  |
| Sobre el acabado Sport, el Vision incorpora de serie faros de xenón, llantas de aleación de 16 pulgadas, retrovisores exteriores y manillas de las puertas pintadas en color de la carrocería, soporte para bebidas en la consola central, dispositivo de control de velocidad de crucero, sensor de lluvia, equipo de sonido radio CD con seis altavoces y tapicería exclusiva. Se ofrece únicamente con los motores 1.4 de 100 CV, el 2.0 de 115 CV y el 1.9 TDI de 100 CV. |                                           |           |  |  |  |
| 2006 | Guapa                                     |           |  |  |  |
| Fue una serie limitada de 2.000 unidades. Además, como parte de su patrocinio del grupo, La Oreja de Van Gogh presentó el 31 de mayo su gira Guapa Tour SEAT 2006en el Salón del Automóvil de Madrid . Lleva el motor 1.9 TDI de 100 CV, disponible tanto en 3 puertas como en 5 puertas. El equipamiento incluye radio CD con MP3, conexión USB para reproducir fuentes de MP3 externas, Bluetooth, mando a distancia y pen drive de memoria USB de 128 MB. Externamente se distingue por las llantas de aleación de 16”, mientras los colores disponibles son el rojo emoción, negro mágico, gris luna, azul aniversario y azul lluvia. Incluye de regalo el CD Guapa y un DVD con un código para usarlo en la web de La Oreja de Van Gogh.                                                                                          |                                           |           |  |  |  |
| 2003 | Ibiza Joya Racer ( Exclusivo para Suiza ) | Sport     |  |  |  |
| Esta versión tiene el primer kit aerodinámico que salió para el modelo, que incluye parachoques, taloneras y el interior de los faros de color carrocería. |                                           |           |  |  |  |
| 2007 | Ibiza Amaro ( Alemania ).                 | Reference |  |  |  |
| |                                           |           |  |  |  |

### Prototipos

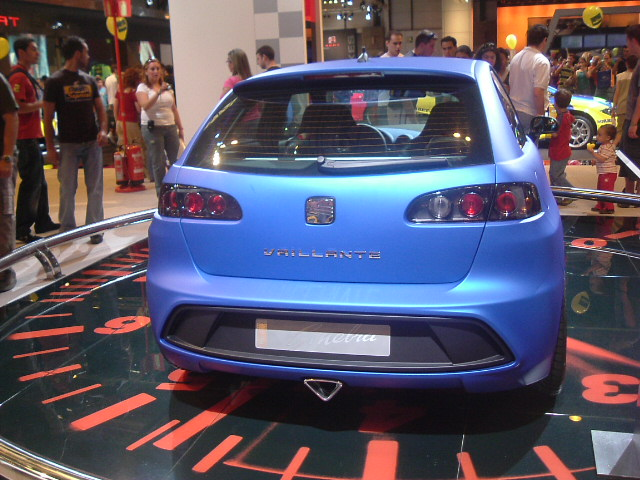
SEAT Ibiza Vaillante

- Vaillante : El SEAT Ibiza Vaillante es un prototipo basado en el SEAT Ibiza de la tercera generación. Fue diseñado por el nuevo diseñador de la firma, Luc Donckerwolke (proveniente de Lamborghini), para un cómic de Michel Vaillant, un ficticio piloto de automóviles. Fue presentado en el Salón del Automóvil de Ginebra de 2006. Uno de los detalles más destacados de este prototipo es su pintura azul con acabado totalmente mate, similar al azul francés de competición, un color muy utilizado en los cómics de Michel Vaillant. Su motor es un cuatro cilindros con 1.8 litros y turbocompresor que desarrolla una potencia de 240 CV. El Ibiza Vaillante solo tiene dos plazas; en el espacio donde habitualmente iría el asiento trasero lleva la rueda de repuesto, extintores y huecos para guardar cascos.[13] Tiene llantas con 19 pulgadas de diámetro y 8,5 pulgadas de anchura, y utiliza neumáticos 235/35 R 19.

- MPV : En el año 2001, SEAT empezó a desarrollar sobre la plataforma PQ24 una nueva variante del Ibiza, en forma de monovolumen de tamaño reducido. Diseñado por Walter Da Silva, el prototipo reflejaba líneas de diseño que llevarían los futuro Altea, con rasgos muy parecidos a los prototipos SEAT Salsa y Tango. Contaba con una batalla de 2460 mm; de largo medía 4010 mm, la anchura era de 1698 mm y un maletero aceptable que rondaría los 320 litros. En el plan de motorizaciones, según el proyecto entrarían en gasolina el 1.2 de 12v y 64 CV, un 1.4 de 75 CV y 100 CV; por otra parte, en diésel el 1.9 SDI de 64 CV, 1.4 TDI de 75 CV y por el 1.9 TDI de 100 CV. Finalmente, el proyecto se descartó y quedaría como prototipo desechado.[14]

## Seguridad

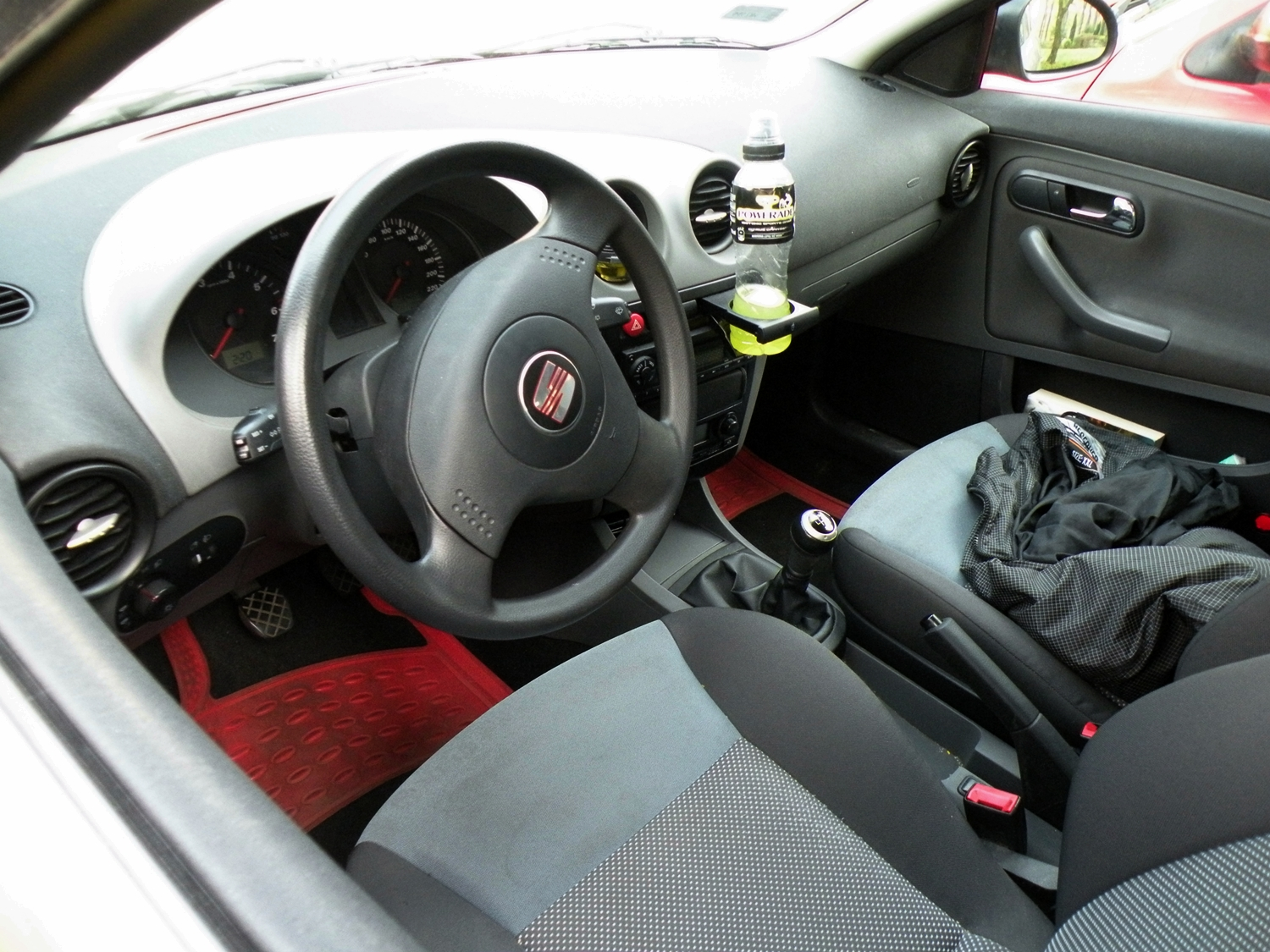
Interior del SEAT Ibiza III

El SEAT Ibiza III realizó las pruebas de choque de la EuroNCAP en 2002 y consiguió una calificación de 4 estrellas:
| Ocupantes adultos: | 4/5 estrellas |
| Peatones:          | 2/4 estrellas |

## Premios
- Premio a Automóvil del Año en 2003, por la revista británica WhatCar?
- Premio a Supermini del Año tres años seguidos por la revista británica WhatCar?[16]

## Galería
|                                       |
| SEAT Ibiza Special Edition 3 puertas. |

|                |
| Motor 1.2 12V. |

|                              |
| SEAT Ibiza III 5P restyling. |

|                             |
| Parte trasera del rediseño. |

|                                      |
| SEAT Ibiza III Cupra en el IAA 2003. |

|                                                                                     |
| Vista trasera del SEAT Ibiza III Cupra en el British International Motor Show 2006. |

|                    |
| SEAT Ibiza III FR. |

## Competición

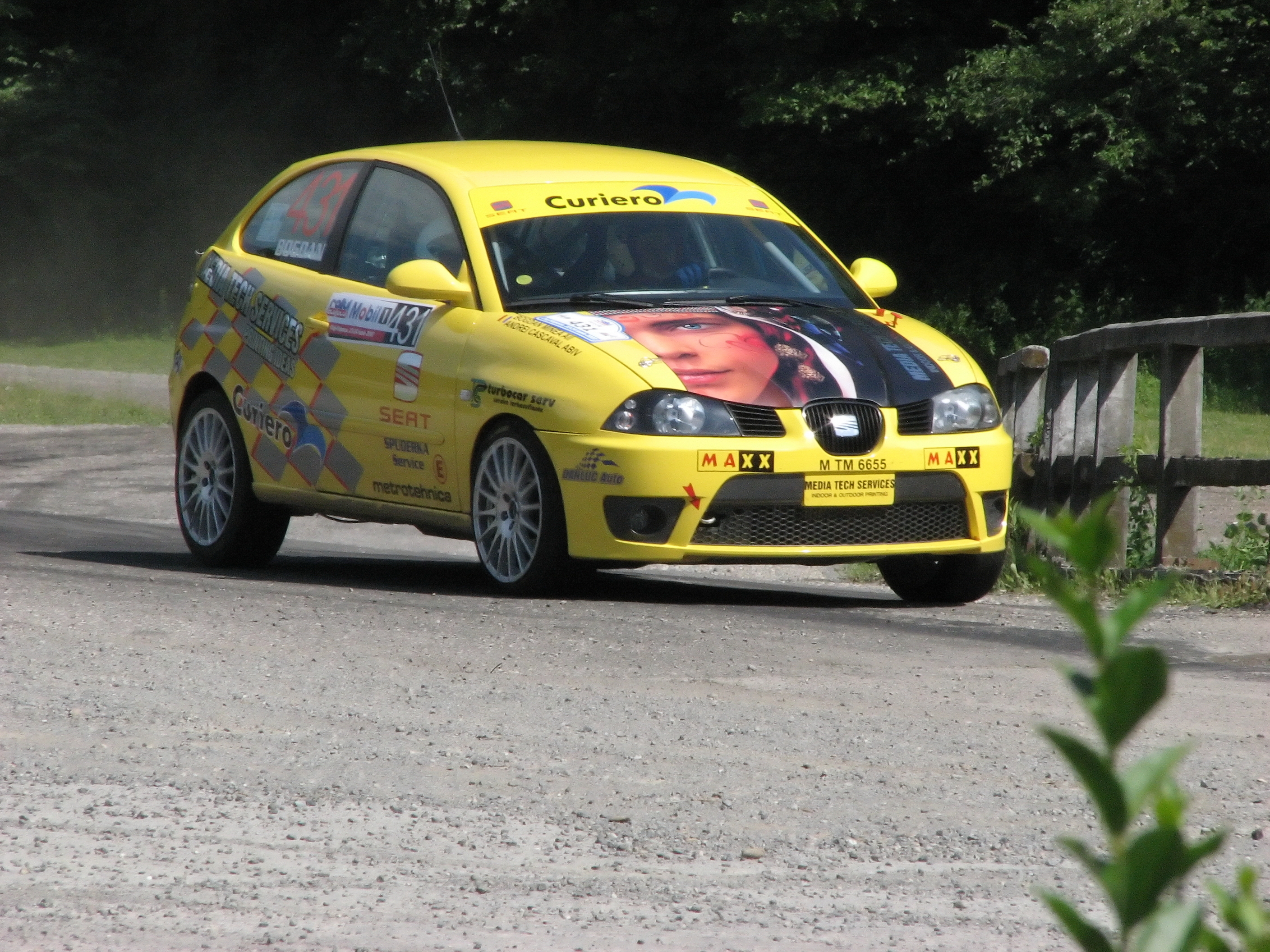
Ibiza Mk3 de competición.

- Copa 2003 : En esta generación es cuando finaliza la competición Copa Ibiza, que ya venía de las generaciones anteriores. Se basa en el acabado CUPRA.